# Hans Adolf Vetter
Hans Adolf Vetter (Viena, 13 de julio de 1897 – Pittsburgh, 8 de mayo de 1963) fue un arquitecto austríaco.

## Biografía
Procedente de una aposentada familia de clase media residente en el distrito de Dobling, de Viena, en una vivienda construida por Josef Hoffmann. Estudió en la Escuela de Artes Aplicadas de Viena, donde se vio influido por las teorías de Heinrich Tessenow. Su educación se vio interrumpida por el servicio militar y al finalizar se trasladó a París, donde trabajó para los estudios de Robert Mallet-Stevens y Gabriel Guevrekian (con cuya hermana contrajo matrimonio).
A mediados de los años veinte, regresó a Viena, donde trabajó como publicista y arquitecto. Se convirtió en una figura carismática y asidua de los círculos culturales vieneses, frecuentando los cafés donde estos grupos se reunían y siendo conocido, además, por su activa participación como poeta.
Su interés por las letras se vio reflejado a través de una cuantiosa serie de publicaciones. Además, también desempeñó funciones de editor y redactor en la revista de arte Perfil.
Dentro de la Österreichischer Werkbund, a la que perteneció desde 1914 hasta 1934, fue uno de los mentores más importantes de la exposición celebrada a principios de los años treinta en la capital austríaca, de la que también participó como publicista.
Desde mediados de los años treinta fue profesor en la Escuela de Arte, actuando en calidad de asistente de Oskar Strnad y Josef Hoffmann. Tras la anexión de Austria por parte de la Alemania nazi, emigró a Londres, donde residió un breve periodo de tiempo hasta trasladarse a los Estados Unidos, donde fue nombrado profesor en el Instituto Carnegie de Tecnología de Pittsburgh. Su labor allí dentro del campo de la arquitectura fue eminentemente teórica. Asimismo, compaginó estas actividades con trabajos como publicista profesional y como poeta.
En 1952 fundó la Escuela de Verano de Arquitectura de Salzburgo.
Del conjunto de su obra destaca la actividad que desempeñó como pionero en el campo de la publicidad dentro del segundo modernismo vienés del periodo de entreguerras.